# Dendragapus obscurus
Dendragapus obscurus là một loài chim trong họ Phasianidae.

## Hình ảnh

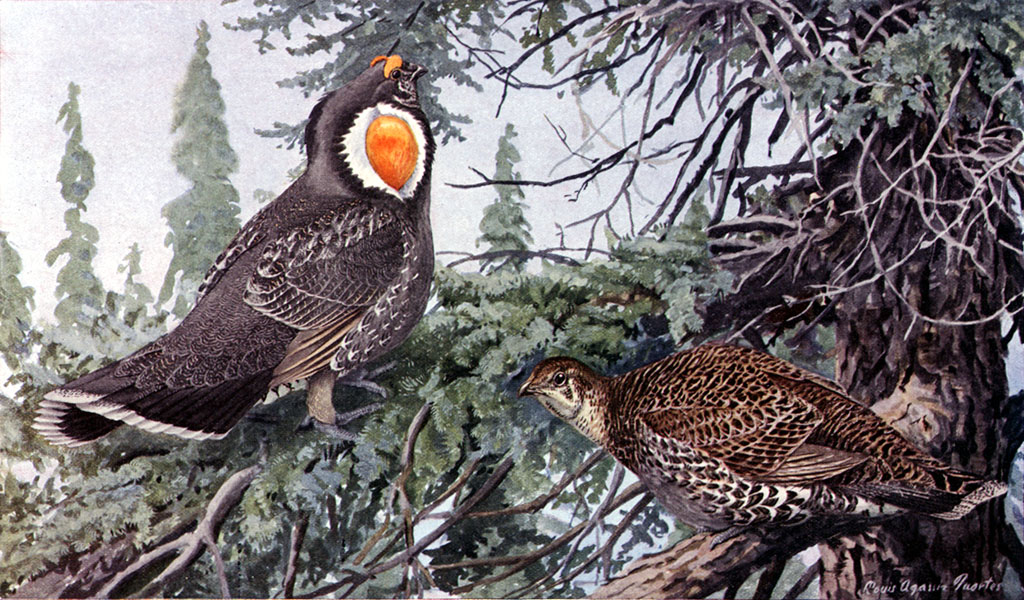
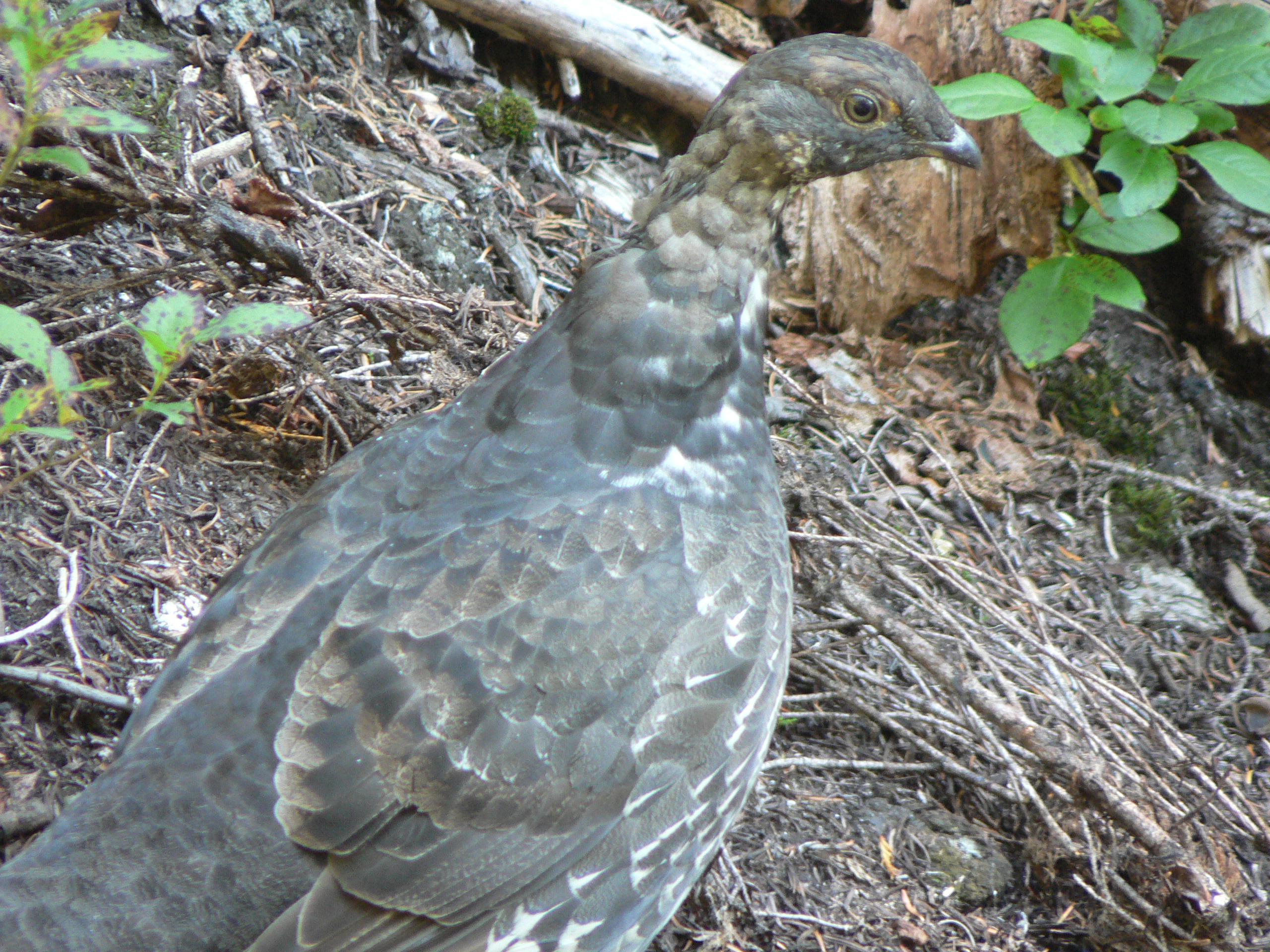
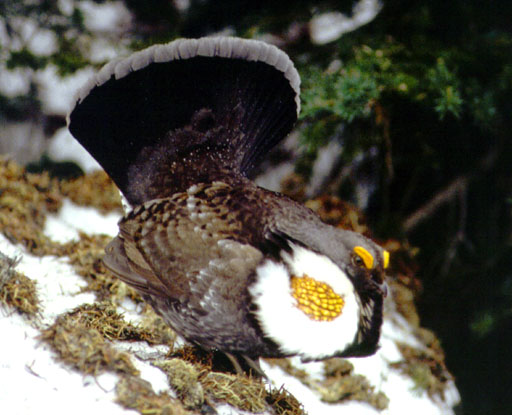